# Valdon Dowiyogo
Valdon Dowiyogo, né le 31 août 1968 à Nauru et mort le 8 décembre 2016 en Russie, est un homme politique nauruan.

## Biographie
Fils de Bernard Dowiyogo, président de Nauru à plusieurs reprises entre 1976 et 2003, il est élu au Parlement de Nauru pour la circonscription d'Ubenide en 2004. Il sera réélu sans interruption jusqu'à sa mort.
En 2005, à la suite de la mort de Vassal Gadoengin, il devient président du Parlement.
En 2013, il est nommé ministre de la Santé, des Transports, des Sports et des Pêcheries par le président Baron Waqa.
En 2015, il est inculpé pour homicide involontaire après avoir heurté une moto avec sa voiture de fonction, tuant une personne et blessant grièvement une autre. Appelé par l'opposition à démissionner, il refuse de le faire.
Il meurt brutalement lors d'un voyage en Russie.